# Jórgosz Papandréu (1952)
Jórgosz Andréa Papandréu (görögül Γιώργος Ανδρέα Παπανδρέου, Saint Paul, Amerikai Egyesült Államok, 1952. június 16. –) görög szociáldemokrata politikus, Görögország miniszterelnöke volt.

## Életpályája
Baloldali politikusi dinasztiából származik. Nagyapja, Jórgosz Papandréu háromszor (1944-1945, 1963, 1964), apja, Andreasz Papandréu pedig (aki a Pánhellén Szocialista Mozgalom alapítója) kétszer (1981–89 és 1993–96 között) volt Görögország miniszterelnöke. Mindketten áldozatai lettek az 1967-es katonai puccsnak: nagyapja a görög katonai junta házi őrizetében halt meg 1968-ban, apja pedig ugyanebben az évben svédországi száműzetésbe kényszerült családjával. Anyja amerikai.
Középiskolai tanulmányait Illinoisban, Svédországban és Torontóban végezte. Ezt követően szociológiát tanult a Stockholmi Egyetemen, majd az amerikai Amherstben (Amherst College), a London School of Economicson és a Harvard Egyetemen szerzett szociológus képesítést,
1974-ben, a diktatúra megszűnte és a demokrácia visszaállítása után tért haza Görögországba, ahol apja pártjában, a Pánhellén Szocialista Mozgalomban (PASZOK) kezdett tevékenykedni. 1981 óta parlamenti képviselő. Az 1980-as és 1990-es években volt oktatási miniszter, 1999 és 2004 között külügyminiszter, 2004-ben pedig miniszterként felelt a 2004-es athéni olimpia megrendezéséért.
2004 februárjában lett a PASZOK elnöke.

### Miniszterelnökként – a gazdasági válság idején
A 2008-ban kirobbant gazdasági világválság során Görögország adósságválságba került, ami gazdasági visszaeséshez vezetett és kiélezte a szociális feszültségeket. Pártja megnyerte a 2009. október 4-én tartott előrehozott választásokat, így október 6-tól Görögország miniszterelnöke lett. Időközben a görög adósságválság súlyosbodása európai szintű bankválsággal és az eurózóna összeomlásával fenyegetett, ezért Görögország pénzügyi mentőcsomagot kapott az Európai Bizottság, Európai Központi Bank és Nemzetközi Valutaalap hármastól, mert Görögország csak így tudta elkerülni a pénzügyi összeomlást. A támogatást nyújtók azonban jelentős gazdaságszerkezeti és társadalmi reformokat vártak el a görög kormánytól cserébe, a válságból való kilábalás érdekében, illetve hogy ezzel fenntartható pályára kerüljön a görög gazdaság. Papandréu népszerűtlen intézkedések bevezetésére, gazdasági megszorításokra kényszerült. Megszorításai ellen számos sztrájkra és – esetenként erőszakos – tüntetésre került sor Görögországban a válság éveiben. Miután a felek hosszas alkudozás után megegyeztek egy újabb, nagyobb összegű és ismét súlyos megszorításokat eredményező mentőcsomagról, Papandréu 2011 október 31-én bejelentette, hogy népszavazást ír ki annak elfogadásáról. A mentőcsomag várható elutasítása, az ezzel bekövetkező görög gazdasági összeomlás majd az ebből kiinduló európai szintű válság rémképe komoly pánikot okozott a görög és az európai politikai életben. Több miniszter bejelentette, hogy ellenzi a népszavazást, és több kormánypárti képviselő is jelezte, hogy egy népszavazás esetén nem támogatja tovább a kormányt – ezzel a kormány megbukott volna. November 3-án – Papandréu bejelentette, hogy eláll a népszavazástól, mivel egy előrehozott választás katasztrófába sodorná az országot.
2011. november 4-én bizalmi szavazást tartottak kormánya mellett, amit megnyert, de csak ellenzéki szavazatokkal. Ezután Papandréu – korábbi ígéretének megfelelően – az új kormányról folytatott egyeztetések után lemondott, hogy nagykoalíciós kormány alakulhasson Lukász Papadímosz vezetésével.

### Elválás a PASZOK-tól
2015 elején bejelentette, hogy elhagyva az apja alapította PASZOK-ot, új pártot alapít, három héttel a parlamenti választások előtt. A Demokratikus Szocialista Mozgalom nevű párt a választásokon 2,47%-ot ért el, így nem jutott be a parlamentbe.

## Fordítás
- Ez a szócikk részben vagy egészben  a   George Andreas Papandreou című angol Wikipédia-szócikk fordításán alapul.  Az eredeti cikk szerkesztőit annak laptörténete sorolja fel. Ez a jelzés csupán a megfogalmazás eredetét és a szerzői jogokat jelzi, nem szolgál a cikkben szereplő információk forrásmegjelöléseként.